# Čímice
Čímice (en allemand : Zimitz, de 1939 à 1945 : Schimitz) est une commune du district de Klatovy, dans la région de Plzeň, en République tchèque. Sa population s'élevait à 187 habitants en 2021.

## Géographie
Čímice se trouve à 11 km au sud-ouest de Horažďovice, à 28 km au sud-ouest de Klatovy, à 57 km au sud-sud-est de Plzeň et à 110 km à l'ouest-sud-ouest de Prague.
La commune est limitée par Rabí au nord, par Žichovice et Domoraz à l'est, par Žihobce au sud-est, par Dražovice au sud, et par Podmokly et Sušice à l'ouest.

## Histoire
La première mention écrite de la localité date de 1543.

## Transports
Par la route, Čímice se trouve à 13 km de Horažďovice, à 38 km de Klatovy, à 74 km de Plzeň et à 126 km de Prague.